# Witosław (Grande-Pologne)
Pour les articles homonymes, voir Witosław.
Witosław (prononciation : [viˈtɔswaf]) est un village polonais de la gmina d'Osieczna dans le powiat de Leszno de la voïvodie de Grande-Pologne dans le centre-ouest de la Pologne.
Il se situe à environ 5 kilomètres au nord d'Osieczna (siège de la gmina), à 14 kilomètres au nord-est de Leszno (siège du powiat) et à 51 kilomètres au sud de Poznań (capitale régionale).

## Histoire
De 1975 à 1998, le village faisait partie du territoire de la voïvodie de Leszno.

Depuis 1999, Witosław est situé dans la voïvodie de Grande-Pologne.